# CR2032电池

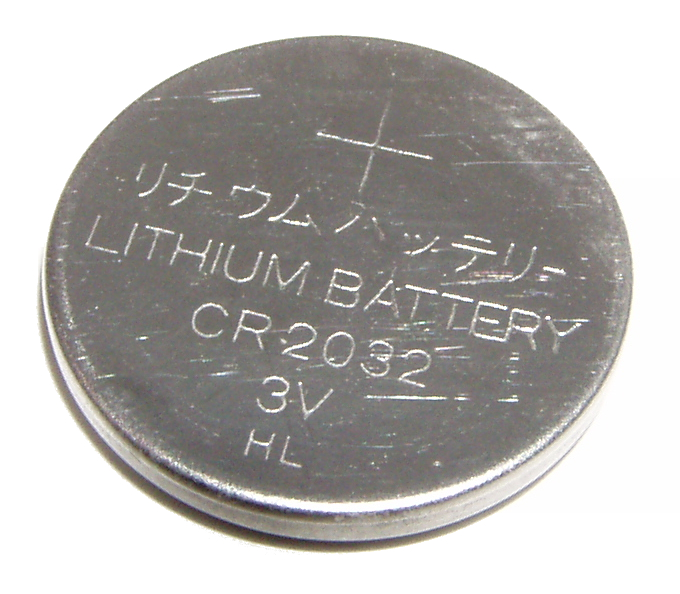
无品牌的CR2032锂电池

CR2032电池是一种鈕扣锂电池，额定3.0伏特。它通常用于计算机、计算器、遥控器、科学仪器，厨房、办公室或个人計重秤、无线門鈴、手表和其他小型设备中的CMOS电池。通常直径称为20毫米、高度为3.2毫米。根据国际电工委员会（IEC）标准60086的定义，CR2032为直径19.7-20毫米、高度2.9-3.2毫米的圆柱体。根据14家不同供应商的数据表，其重量范围从2.8g至3.9g不等。除去两个极端异常值，所有报告的重量都在3.0g到3.2g之间，众数为3.2g。
BR2032电池具有相同的尺寸，略低的标称电压和容量，但比CR2032更广的温度范围。它的额定温度范围为-30°C至85°C，而CR2032的范围是-20°C至70°C。BR2032也具有低得多的自放电率。使用BR2032代替CR2032不会损坏设备，在大多数情况下会正常工作。
国际电工委员会（IEC）在其60086标准（“一次性电池”）中定义了电池命名。第一个字母表示其使用的电化学系统：
- C：(−) 锂电极 – 有机电解质–二氧化锰电极 (+)
- B：(−) 锂电极 – 有机电解质–一氟化碳电极 (+)

第二个字母R表示其圆形（圆柱形）形态。
|               | 锂-二氧化锰  | 锂-一氟化碳  |
| ------------- | ------------ | ------------ |
| IEC名称       | CR2032       | BR2032       |
| ANSI/NEDA名称 | 5004LC       | 5004LB       |
| 典型容量      | 225 mAh      | 190 mAh      |
| 标称電壓      | 3.0 V        | 2.8 V        |
| 截止电压      | 2.0 V        | 2.25 V       |
| 可用温度范围  | -20 .. 70 °C | -30 .. 85 °C |

电池制造商可能用自己的型号代码表示可与CR2032互换的电池，并可能用自己的代码和IEC标识来标称其电池。